# 1994年青川金矿血案
1994年青川金矿血案或称1994年白龙江金矿特大血案，是发生在中国四川省广元市青川县的一次暴力斗殴事件。在此事件中，两帮金矿开发者因争执发生暴力冲突，造成19人死亡，15人失踪。2014年一审起诉的数据是，枪击、刀砍致死2人，白龙江中死亡16人，失踪16人。

## 事件背景
青川县境内的白龙江流域有金矿资源，在1980年代，这里开始出现采矿者，1983年青川当地政府成立黄金管理办公室，1984年开始办理采金许可证，价格为1260元人民币。到1990年代初期，这里被确定为即将修建水库，引发了金矿抢挖狂热。1994年和1995年两年间，挖矿者最高达上万人，且在矿区日夜采掘。1993年广元成立黄金管理局。当地主矿白水金矿由国有企业开发，其余矿区由私人开采，据称当时发采金证约有数百个之多，价格也上涨到4万多人民币。

## 经过
采矿的繁荣让开采者加强了自身的装备，而政府管理又不完善。很多私人开采者都有枪支，政府多次收缴依然未能阻止。当地有些人就利用枪支等武器向开采者施压甚至强行入股金矿。
涉案的两个团队头目，李洪原籍射洪，是当地金矿业的霸王。李代明原是江油武都建筑公司员工，后组织人员前往挖掘金矿。1994年10月，李洪在李代明金坑旁开挖金坑被驱逐，14日李洪带领10多人找李代明谈判，双方发生冲突李代明逃走。李代明等人商量后，决定在元坪子使用枪和炸药伏击李洪。
1994年10月17日上午，李洪安排100多人，携带西瓜刀和炸药包，乘一辆大客车和两辆中巴车出发。当天13时左右，李洪一方的车辆行驶至元坪子处被李代明拦截，李代明一方向第一辆客车开了一枪，随即持砍刀、木棒打砸车窗，并投掷炸药。李洪等人被迫逃走，李代明追击，导致数十人跳江逃亡。事件导致17人溺亡，包括李洪在内的二人被砍死，15人失踪。

## 事后
事发后，广元市成立了黄金指挥部，调动各个部门控制当地采掘。将办理开采证权限收归指挥部统一办理，需审查开采者的身份。由政府统一划定开采区域，大力整顿非法开采者，打击无证开采。1996年白龙江开始蓄水，金矿被水库淹没
事件推动了政府加强金矿开采立法，1996年中国政府对《矿产资源法》进行修订，确定矿业权有偿取得制度，将矿产资源开采的行政配置改为市场配置。黄金开采需经过企业自行申请、经县、市、省级相关部门审批通过后，根据有偿取得制度，通过招投标取得相关区域开采权。
案件主犯李代明事后潜逃。2001年8月19日，青川县公安局将李代明以涉嫌聚众斗殴罪列为网上逃犯，9月26日四川省公安厅将李代明列为省厅A级通缉逃犯缉捕。2011年9月29日，警方得知得知李代明女儿近期准备结婚，通过十多次交谈后，李代明女儿表示父亲想和青川县公安局领导接触。在允许其参加女儿婚礼后，潜逃17年的省厅A级通缉逃犯李代明在家属陪同下前往自首。2014年，广元市中级人民法院对李代明等9名涉嫌故意杀人的主犯以及其他从犯共30人进行公开开庭审理。
针对这个案件广元市公安局刑警曾到甘肃、重庆、浙江、山西、江苏等省市和绵阳、巴中、南充、成都等市，行程大约10万多公里，共抓获嫌疑犯147人。全案逮捕29人、取保候审32人、移送起诉41人。其中以涉嫌故意杀人罪移送起诉33人，以涉嫌聚众斗殴、寻衅滋事两罪移送起诉1人，以涉嫌聚众斗殴罪移送起诉5人，以涉嫌寻衅滋事罪移送起诉2人。

## 一审
2014年12月30日，四川省广元市中级人民法院进行一审，对41名被告人犯故意杀人罪、聚众斗殴罪一案进行公开宣判。以故意杀人罪判处李代明、朱明文、周录贵3名被告人死刑，剥夺政治权利终身；辛大春、郭兵、张顺平3名被告人死刑、缓期二年执行，剥夺政治权利终身，余玉良等4名被告人无期徒刑，剥夺政治权利终身；其余被告人判处三年到十五年不等期徒刑。判令各被告人共同赔偿被害人家庭丧葬费、交通费、误工费各3万余元。